# Bujar Leskaj
Bujar Farudin Leskaj (ur. 3 lipca 1966 we Wlorze) – albański polityk i ekonomista, w latach 2005–2007 minister kultury, młodzieży i sportu w rządzie Salego Berishy, promotor wiedzy o Polsce w Albanii.

## Życiorys
W 1990 ukończył studia geologiczne na Uniwersytecie Tirańskim. Po studiach pracował przez cztery lata w Dyrekcji Ceł we Wlorze. W 1997 pełnił funkcję wicedyrektora Głównego Urzędu Ceł. W 1998 kontynuował studia na Uniwersytecie Tirańskim z zakresu finansów.
W 2003 ukończył studia podyplomowe z zakresu administracji publicznej na University of Nebraska w Lincoln, a następnie w 2005 na uniwersytecie w Bambergu z zakresu finansów publicznych. W 2009 obronił pracę doktorską na Uniwersytecie Tirańskim z zakresu ekonomii (Senjorazhi dhe disa probleme të tij në Shqipëri). Jednocześnie prowadził zajęcia ze studentami z zakresu ekonomii.
W styczniu 1997 wstąpił do Demokratycznej Partii Albanii. W 2001 awansował do władz partii, stając się członkiem Rady Narodowej partii. W wyborach parlamentarnych 2005 startował z okręgu Wlora. Uzyskał wtedy 6272 głosy i zdobył mandat deputowanego do parlamentu. Zasiadał w parlamentarnej komisji gospodarki i finansów. W 2005 objął stanowisko ministra kultury, młodzieży i sportu, które sprawował przez dwa lata. W 2009 stanął na czele Instytutu Studiów Politycznych im. Ismaila Qemala, a 23 grudnia 2011 objął kierownictwo Państwowej Komisji Kontroli (odpowiednik NIK).
W 2018 z jego inicjatywy największe audytorium w siedzibie Albańskiego Biura Audytu ALSAI otrzymało imię Lecha Kaczyńskiego. 
Autor licznych publikacji prasowych na temat Polski i jej roli na arenie międzynarodowej. Z jego inicjatywy powstał także albańsko-angielski album Symbole Polskie – 100 miejsc, postaci, dokonań ważnych dla Polski, Europy i Świata. Jest to pierwsza tego typu publikacja w Albanii. Z inicjatywy Leskaja w październiku 2018 odbyło się w Albańskiej Akademii Nauk sympozjum z okazji 125. rocznicy urodzin Stanisława Zubera.
Odznaczony Krzyżem Komandorskim Orderu Zasługi Rzeczypospolitej Polskiej (2017) i Odznaką Honorową „Bene Merito” (2019).
Jest żonaty, ma czworo dzieci.

## Publikacje
- Përfaqësuesit e Vlorës në Kuvendin e Shqipërisë, 1912-2009, Tirana 2009
- Brenda dhe Jashtë…PARLAMENTIT (maj 2007-maj 2009), Tirana 2009
- Muzat e Qëndresës” (Nëpër libra të kryqëzuar), Tirana 2011
- Leksione në Financë (Pjesa e I), Tirana 2011
- Paraja dhe banka : cikël leksionesh, Tirana 2011
- Manual i Departamentit të Auditimit të Performancës, Tirana 2015
- 40 vjet Deklarata e Limes : (1997-2017), Tirana 2017
- Për/në Kuvend: shkrime dhe diskutime (2021-2022), Tirana 2024